# Glypta tornata
Glypta tornata är en stekelart som beskrevs av Dasch 1988. Glypta tornata ingår i släktet Glypta och familjen brokparasitsteklar. Inga underarter finns listade i Catalogue of Life.